# Ella Gjømle
Ella Gjømle (née le 29 mai 1979 à Porsgrunn) est une fondeuse norvégienne. Elle a participé aux Jeux olympiques de Turin en 2006, terminant quatrième du sprint par équipes avec Marit Bjørgen puis sixième de la finale du sprint individuel. Juste avant cette compétition, elle avait remporté son unique course en Coupe du monde, un sprint classique à Oberstdorf.

## Palmarès

### Jeux olympiques
- Turin 2006
  - 4e du sprint par équipes en style classique
  - 6e du sprint libre
  - 29e du 30 km libre

### Coupe du monde
- Meilleur classement général : 11e en 2006.
- Meilleur classement en sprint : 2e en 2006.
- 7 podiums individuels dont 1 victoire.
- 6 podiums par équipe dont 5 victoires.

#### Victoires
| Date            | Lieu       | pays      | Compétition |
| --------------- | ---------- | --------- | ----------- |
| 22 janvier 2006 | Oberstdorf | Allemagne | SP TC       |

Légende :

TC = classique

TL = libre

MS = départ en masse

HS = départ avec handicap

PU = poursuite